# Saint-Bernard (Costa d'Or)
Saint-Bernard és un municipi francès, situat al departament de la Costa d'Or i a la regió de Borgonya - Franc Comtat. L'any 2007 tenia 367 habitants.

## Demografia

### Població
El 2007 la població de fet de Saint-Bernard era de 367 persones. Hi havia 122 famílies, de les quals 13 eren unipersonals (13 dones vivint soles i 13 dones vivint soles), 46 parelles sense fills, 50 parelles amb fills i 13 famílies monoparentals amb fills.
La població ha evolucionat segons el següent gràfic:
Habitants censats

### Habitatges
El 2007 hi havia 128 habitatges, 126 eren l'habitatge principal de la família i 2 estaven desocupats. Tots els 128 habitatges eren cases. Dels 126 habitatges principals, 115 estaven ocupats pels seus propietaris, 10 estaven llogats i ocupats pels llogaters i 1 estava cedit a títol gratuït; 2 tenien dues cambres, 7 en tenien tres, 31 en tenien quatre i 86 en tenien cinc o més. 112 habitatges disposaven pel capbaix d'una plaça de pàrquing. A 40 habitatges hi havia un automòbil i a 86 n'hi havia dos o més.

### Piràmide de població
La piràmide de població per edats i sexe el 2009 era:
| Homes | Edats   | Dones |
| ----- | ------- | ----- |
| 0     | 95 o +  | 0     |
| 0     | 90 a 94 | 0     |
| 0     | 85 a 89 | 0     |
| 0     | 80 a 84 | 0     |
| 0     | 75 a 79 | 0     |
| 0     | 70 a 74 | 0     |
| 0     | 65 a 69 | 0     |
| 8     | 60 a 64 | 16    |
| 16    | 55 a 59 | 8     |
| 8     | 50 a 54 | 20    |
| 4     | 45 a 49 | 4     |
| 12    | 40 a 44 | 4     |
| 20    | 35 a 39 | 16    |
| 12    | 30 a 34 | 16    |
| 0     | 25 a 29 | 12    |
| 0     | 20 a 24 | 4     |
| 4     | 15 a 19 | 24    |
| 20    | 10 a 14 | 12    |
| 8     | 5 a 9   | 16    |
| 0     | 0 a 4   | 16    |

## Economia
El 2007 la població en edat de treballar era de 250 persones, 194 eren actives i 56 eren inactives. De les 194 persones actives 186 estaven ocupades (97 homes i 89 dones) i 8 estaven aturades (3 homes i 5 dones). De les 56 persones inactives 20 estaven jubilades, 20 estaven estudiant i 16 estaven classificades com a «altres inactius».

### Ingressos
El 2009 a Saint-Bernard hi havia 153 unitats fiscals que integraven 479 persones, la mediana anual d'ingressos fiscals per persona era de 17.930 €.

### Activitats econòmiques
Dels 6 establiments que hi havia el 2007, 2 eren d'empreses de construcció, 1 d'una empresa de serveis, 1 d'una entitat de l'administració pública i 2 d'empreses classificades com a «altres activitats de serveis».
Dels 3 establiments de servei als particulars que hi havia el 2009, 1 era una lampisteria, 1 empresa de construcció i 1 perruqueria.
L'any 2000 a Saint-Bernard hi havia 4 explotacions agrícoles que ocupaven un total de 368 hectàrees.

## Equipaments sanitaris i escolars
El 2009 hi havia una escola elemental integrada dins d'un grup escolar amb les comunes properes formant una escola dispersa.

## Poblacions més properes
El següent diagrama mostra les poblacions més properes.